# Ghiandole otricolari di Morgagni
Le ghiandole tubulo-otricolari di Morgagni, dette anche ghiandole vescicolari otricolari, anteriori o craniali, sono numerose ghiandole parauretrali situate a livello dell'uretra intraprostatica, entro il lobo anteriore delle vescicole seminali. I loro dotti si riuniscono nei canali vescicolari maggiori, che a loro volta possono congiungersi alle ampolle dei dotti deferenti e sboccano in uretra presso il verumontanum, di norma in corrispondenza dell'utricolo prostatico.
Sono raggruppate in grappoli "a corallo ramificato" immersi in uno stroma fibromuscolare (cluster), e costituiscono per gran parte il lobo craniale delle vescicole seminali; il loro diametro verticale ammonta a circa 3 mm, e la forma è conica. Svolgono un consistente ruolo nella produzione del liquido seminale, nonché dell'antigene vescicolare specifico (SMG1) e di un potente secreto protettivo, il fattore antimicrobico vescicolare, che difende e sfiamma l'uretra maschile.

## Nomi e classificazione

### Nomi
Le ghiandole tubulo-otricolari di Morgagni vengono chiamate anche ghiandole tubulo-otricolari vescicolari (o vesiculari), otricolari vescicolari, craniali (o anteriori) secretorie o craniali vescicolari. Più rara è la dizione elementi secretori craniali (o anteriori) delle vescicole seminali, oppure elementi ghiandolari (o glandulari) vescicolari inferiori.
Seppur raramente, i manuali più antichi usano la dizione ghiandole tubulo-atricolari od atricolari.

### Eponimo
Il nome di queste ghiandole è un eponimo dell'anatomista italiano Giovanni Battista Morgagni.

#### Disambiguazione
Queste ghiandole non vanno confuse con le ghiandole parauretrali di Morgagni, voluminose ghiandole composte situate a livello dell'uretra navicolare, vicino al meato uretrale esterno.

### Classificazione
Esistono numerose classificazioni possibili per queste ghiandole uretrali:
- Dal momento che queste ghiandole sono collocate relativamente vicino all'uretra (in cui sboccano i loro dotti uretrali, attraverso i due condotti maggiori), ma non sono contigue alla mucosa, vengono classificate tra le ghiandole parauretrali esocrine o ghiandole uretrali profonde.[5][18]
- Nonostante la loro funzione sia quasi completamente esocrina (emissione del secreto nel canale uretrale attraverso i dotti di Morgagni, che confluiscono nei canali maggiori), svolgono anche una minore attività endocrina, immettendo una minor parte dell'antigene seminale specifico (SMG1) e dell'antigene prostatico specifico (PSA) nel circolo sanguigno.[19][20][21]
- Dal punto di vista della forma, appartengono alla categoria delle ghiandole tubulo-otricolari ramificate, una variante peculiare e molto complessa delle ghiandole tubulo-alveolari composte.[22][23][15]

## Anatomia
Le vescicole seminali sono le due ghiandole parauretrali accessorie più notevoli dell'intero apparato urogenitale, per secreto e dimensioni; collocate a livello dell'uretra prostatica, sono situate in prossimità della prostata e delle ampolle deferenziali. Ciascuna vescicola emette, dalla porzione anteriore (lobo craniale), 1 - 2 dotti parauretrali di cospicue dimensioni, che spesso si riuniscono alle ampolle dei ductus deferens costituendo un canale maggiore che sbocca presso il verumontanum, in genere in prossimità dell'utricolo prostatico. Il secreto dei testicoli e delle vescicole seminali, generalmente combinato, è emesso nell'uretra intraprostatica attraverso notevole lacune uretrali del collicolo seminale, note come orifizi dei dotti eiaculatori.
Ogni vescicola seminale è composta di un grappolo (urethral cluster) costituito da innumerevoli ghiandole parauretrali, i cui dotti attraversano lo stroma fibromuscolare per poi riunirsi in 1 - 2 dotti vescicolari maggiori, condotti dal lobo craniale all'uretra intraprostatica o all'ampolla deferenziale. Ciascuna vescicola è avvolta da una capsula fibroelastica di forma tubulare ripiegata su sé stessa, da cui partono dei setti rigidi che delineano centinaia di zone, attraversate dai tubuli e dai dotti parauretrali, ognuna delle quali contiene una singola ghiandola parauretrale (cisterna o lobo). Ciascuna ghiandola intravescicolare è dunque contenuta in una specifica regione, perfettamente delimitata dai setti.
Nel dettaglio, le ghiandole che costituiscono il lobo anteriore di ogni vescicola sono le ghiandole tubulo-otricolari di Morgagni; la loro struttura e apparenza, all'esame istologico, ricorda fortemente quella delle ghiandole otricolari prostatiche, inclusa la natura estremamente ramificata. Esse immettono i propri dotti parauretrali nei canali maggiori, che raccolgono il secreto proveniente dalle ghiandole caudali di Vesalius; questi canali si riuniscono a loro volta presso il lobo craniale della vescicola, costituendo i dotti vescicolari che vengono diretti verso l'uretra intraprostatica o l'ampolla deferenziale.
Le ghiandole otricolari sono responsabili della produzione di parte del secreto vescicolare, che emettono attraverso i dotti parauretrali. Inoltre, la peculiare collocazione e disposizione di queste strutture concorre a determinare la forma della vescicola seminale, delineandone i cinque lobi maggiori (anteriore, mediano, laterali e posteriore) nonché le quattro grandi zone (transizionale, centrale, periferica o dei dotti periuretrali, stroma fibromuscolare anteriore).

### Forma e dimensioni
Queste ghiandole sono in genere lievemente più voluminose rispetto a quelle di Vesalius; di norma, il loro diametro ammonta a circa 3 mm. Alcune ghiandole presentano un diametro di base inferiore (fino a 2 mm), mentre altre si distinguono per un diametro verticale (altezza) superiore, fino a 4 mm.
La loro forma è nel complesso irregolarmente conica, a base periferica e apice (il lobulo apicale) rivolto verso l'uretra; si apre in direzione anticaudale.

### Numero
Definire con precisione il numero di queste ghiandole e dei relativi dotti è molto complesso, poiché soggetto ad una forte variabilità da un individuo all'altro. Le dimensioni delle vescicole seminali (e in particolare del lobo anteriore) sono il principale discriminante, poiché oscillano in modo notevole in base al soggetto (3 - 5,5 cm di diametro per 5 - 12 cm di lunghezza). Dalle ricerche svolte, è emerso un numero medio di circa 100 ghiandole di Morgagni per ciascuna vescicola seminale, ma con forti variazioni: in alcuni individui ciascuna vescicola ospitava solamente 50 unità, mentre in altri questo numero raggiungeva o superava le 200 unità.
Nell'anziano il numero delle ghiandole otricolari aumenta in modo considerevole, a causa del naturale processo di ingrandimento cui le vescicole seminali sono sottoposte; non è inoltre raro osservare fenomeni di iperplasia paragonabili a quelli che coinvolgono la prostata, ma meno frequenti. Soprattutto in questo caso, è molto frequente una cospicua presenza di adenomeri aberranti e corpi amilacei, spesso in grado di emettere comunque del secreto, poiché costituiti da vescicole secretorie.

### Collocazione
I grappoli (paraurethral cluster) di ghiandole vescicolari di Morgagni costituiscono quasi esclusivamente il lobo anteriore, o caudale, di ciascuna vescicola seminale. Un numero marginale di queste ghiandole e dotti può essere rinvenuto anche nella sezione più prossimale dei lobi laterale e mediano, tuttavia la loro presenza in tali aree risulta poco significativa, poiché sono sostituite dalle ghiandole vescicolari di Vesalius. I dotti di Morgagni si uniscono fra loro fino a fondersi con i dotti maggiori delle ghiandole caudali, che a loro volta si fondono in 1 - 2 dotti vescicolari principali, emessi dalla ghiandola all’esterno.

### Struttura
Le ghiandole tubulo-otricolari ramificate rappresentano una variante ancora più ramificata e complessa delle ghiandole tubulo-alveolari composte, in particolare per la cospicua presenza di tubuli ad ampio lume e diverticoli sacciformi (ovvero a cul de sac: a fondo cieco).

#### Anatomia delle ghiandole e dei dotti uretrali
Considerando la singola ghiandola otricolare e il relativo dotto, si possono distinguere le seguenti strutture:
- Ciascuna ghiandola è una struttura complessa e composita, costituita da decine di microlobuli (detti utricoli od alveoli), ad ognuno dei quali corrisponde in media una singola papilla (variabile di fatto da 1 a 3).[62][63][64]
- Ogni papilla presenta, sulla propria superficie, decine di micropapille (vescicole di cellule secretorie), che producono gran parte del secreto uretrale. La porzione restante, molto scarsa in quantità e spesso degenerata, è prodotta dai corpi amilacei e dagli adenomeri aberranti.[65][62][64]
- Le micropapille producono ed emettono il secreto in numerosi tubuli minuscoli, che confluiscono in tubuli intermedi: uno per ogni papilla.[63][23][66]
- I tubuli intermedi delle papille confluiscono in un condotto maggiore: il diverticolo tubulare od otricolare, uno per ciascuna ghiandola atricolare. Questi canali corrispondono ai dotti parauretrali, riferiti anche come dotti di Morgagni.[22][23][67]
- Già a breve distanza dallo sbocco nell'uretra, i dotti parauretrali presentano molteplici diverticoli, che incrementano di numero e dimensione man mano che il condotto si ramifica: l'esito è un sistema labirintico e molto complesso di adenomeri tubulari od otricolari, che sboccano nel dotto principale oppure nelle sue ramificazioni. Gli adenomeri possono contenere corpi sferici a struttura lamellare: le concrezioni vescicolari, dette anche corpi amilacei; queste strutture aumentano in numero ed entità nell'anziano.[63][32][22][23]
- I dotti parauretrali, ricevuto anche il secreto degli adenomeri aberranti, attraversano il lobo anteriore della vescicola seminale, riunendosi con i condotti maggiori provenienti dalle ghiandole di Vesalius in 1 - 2 canali principali per ciascuna ghiandola maggiore: i dotti vescicolari.[22][23][67]
- I principali dotti vescicolari fuoriescono dalla capsula fibromuscolare e, dopo aver attraversato la regione periuretrale, sboccano nella parete uretrale del verumontanum o dell'utricolo prostatico, attraverso due voluminose cripte di Morgagni, da in cui immettono il proprio secreto.[23][22][68]

#### Rapporti tra le ghiandole
Immerse nel viscoso stroma fibromuscolare delle vescicole seminali (la cui densità varia estremamente di zona in zona), le ghiandole otricolari sono collegate fra loro da un complesso sistema di molti tubuli cavi, chiamati anche dotti minori, che formano una struttura fortemente ramificata e labirintica. Nel complesso, viene descritta nei manuali come un'intricata foresta di alberi allungati dai moltissimi rami, oppure come un complicato corallo. Allo stesso tempo, ciascuna ghiandola rappresenta un lobulo (cioè una porzione del lobo) ed è delimitata da un setto rigido, costituito dalle diramazioni della capsula fibroelastica che avvolge le vescicole seminali, in una regione chiamata cisterna. I tubuli che collegano fra loro le ghiandole, le varie ramificazioni e i dotti parauretrali perforano questi setti, connettendo fra loro diverse parti della vescicola seminale e originando una struttura molto complessa.

#### Composizione epiteliale
I microlobuli sono costituiti da epitelio cilindrico, semplice o pseudostratificato, e sono avvolti da un plesso di capillari; soprattutto negli anziani, possono contenere aggregati di colloide di natura iperplastica, noti come corpi amilacei. Questi corpi si collocano all'interno degli adenomeri delle ghiandole, e assumono in genere forma sferica; il loro diametro varia generalmente da 0,25 mm a 2 mm. Le cellule che li compongono hanno grandi nuclei basali sferici, e nella porzione apicale si ritrovano vescicole secretorie; tra le cellule secernenti, si trovano cellule neuroendocrine e adenomeri aberranti. Alla base delle ghiandole si rinvengono cellule epiteliali piatte, dette elementi staminali delle vescicole seminali. Gli adenomeri sono invece costituiti di epitelio secernente (vescicole di cellule secretorie).
I piccoli tubuli che si dipartono dai microlobuli sono rivestiti da un singolo strato di cellule epiteliali, di tessuto cilindrico semplice, mentre i dotti parauretrali in cui essi confluiscono (diverticoli otricolari) sono costituiti da epitelio cilindrico a più strati; si evidenzia un duplice strato di cellule: cubiche nella porzione basale e cilindriche in quella laminare. Ciascun lobulo è inoltre circondato da una sottile membrana fibrosa nota come capsula lobulare otricolare, mentre i dotti parauretrali sono avvolti da un sottile strato di epitelio ghiandolare colonnare, fintanto che attraversano lo stroma fibromuscolare interno.

### Dotti parauretrali di Morgagni
I dotti delle ghiandole di Morgagni non fuoriescono direttamente dalla vescicola seminale, ma si riuniscono progressivamente ai canali maggiori provenienti dalle ghiandole di Vesalius, fondendosi con essi. A loro volta, i canali maggiori si riuniscono in 1 - 2 condotti di cospicue dimensioni per ciascuna vescicola: i dotti vescicolari, diretti dal lobo anteriore verso l'ampolla del dotto deferente o la stessa uretra intraprostatica.
La lunghezza dei dotti di Morgagni è soggetta a forti variazioni. I più lunghi provengono dalle ghiandole situate nelle porzioni periferiche, possono misurare oltre 3 cm e sono i più numerosi; i più corti, invece, sono diretti dalla sezione centrale della vescicola seminale ai canali di origine caudale. Indipendentemente dalla ghiandola, il lume dei dotti periuretrali ha un'ampiezza molto variabile, mentre il contorno è irregolare.

## Funzione

### Eiaculazione
Le ghiandole otricolari di Morgagni contribuiscono a produrre parte del secreto delle vescicole seminali, che a sua volta costituisce il 58 - 86% del liquido seminale vero e proprio (escludendo cioè il liquido di Cowper - Littré, ovvero la pre-eiaculazione, altrettanto abbondante). Questo secreto svolge i seguenti compiti:
- Lubrificare l'intera uretra, e soprattutto l'uretra prostatica, per veicolare agevolmente il trasporto del seme; vengono espulse varie mucoproteine che rivestono gli spermatozoi.[72][73][48]
- Neutralizzare la naturale acidità dell'uretra (già molto ridotta dal liquido preseminale) ed innalzare sensibilmente il pH vaginale, rendendo così alcalino l'ambiente per non nuocere agli spermatozoi (il pH dello sperma è infatti compreso tra 7,5 e 8,5).[74][75][76][73]
- Favorire la risposta immunitaria in uretra e in generale nell'apparato urogenitale, grazie alla produzione ed emissione di numerose glicoproteine, inclusi l'antigene vescicolare specifico (SMG1) e l'antigene prostatico specifico (PSA).[77][21][19][78]
- Formare una capsula di gel protettivo attorno agli spermatozoi, grazie alla produzione ed emissione di glicoproteine, in particolare le semenogeline (di cui SMG1 è l'esempio più emblematico).[37][58][79]
- Fornire il nutrimento necessario alla sopravvivenza degli spermatozoi per almeno 60 minuti nell'ambiente acido vaginale, grazie alla produzione ed emissione di amminoacidi e zuccheri, in particolare il fruttosio (convertito rapidamente dal glucosio per isomerizzazione).[37][80][81][82][83]
- Facilitare e migliorare la motilità degli spermatozoi, attraverso l'espulsione di fosforo e potassio.[37][58][84]
- Ridurre o impedire la reazione immunitaria dell'apparato genitale femminile verso gli spermatozoi, consentendo la loro sopravvivenza nella vagina, grazie all'emissione di prostaglandine.[37][85][86]
- Emettere una soluzione antimicrobica per evitare infezioni urinarie durante e dopo il rapporto; questo è uno dei principali fattori per cui le infezioni della vescica (cistiti batteriche o fungine) sono molto più frequenti nel sesso femminile.[87][88][12][14][89] L'insieme delle sostanze antibatteriche e antimicotiche prende il nome di fattore antimicrobico di Cowper, e contiene rilevanti quantità di zinco libero e magnesio.[87][88][12][14][89] Altre sostanze antimicrobiche, e in minor parte antinfiammatorie, sono costituite da citrato, flavine, potassio, fosforo, sodio, rame, acido sialico e acido ialuronico.[90][91][92][93][94] Una particolarità del secreto vescicolare, insieme a quello prostatico e testicolare, è la presenza anche di sostanze antivirali.[95][96][97][98]

### Secrezioni costanti
Fuori dallo stato di eccitazione, le ghiandole secretorie che compongono le vescicole seminali svolgono la stessa funzione di tutte le ghiandole uretrali e parauretrali. Di conseguenza, le loro secrezioni (drenate costantemente attraverso i dotti parauretrali):
- Contribuiscono ad una costante lubrificazione dell'uretra peniena e dei dotti uretrali stessi, emettendo mucoproteine.[99][100][33]
- Concorrono a proteggere il pavimento uretrale dall'acidità delle urine, evitandone l'irritazione grazie al deposito di uno strato protettivo di secrezioni mucose con funzione riepitelizzante.[101][102][7] Questo velo fa scivolare via anche gli scarti, ad esempio le cellule staccate con la desquamazione e lo smegma.[101][102][103]
- Potenziano la risposta immunitaria in uretra e in generale nell'apparato urogenitale, emettendo glicoproteine (tra cui spiccano l'antigene vescicolare specifico, o SMG1, e l'antigene prostatico specifico o PSA).[77][21][19][78]
- Contribuiscono a proteggere l'apparato urogenitale da infezioni urinarie (ad esempio uretriti, periuretriti, uretrovesiculiti) attraverso l'emissione di peptidi con proprietà antimicrobiche, in particolare antibatteriche e (in minor parte) antimicotiche. Questo è uno dei principali fattori per cui le infezioni della vescica (cistiti batteriche o fungine) sono molto più frequenti nel sesso femminile.[87][88][12][14][89]

### Drenaggio
La presenza di un catetere nel maschio, oltre alla possibilità di lesioni iatrogene dell'uretra, può limitare o impedire il naturale drenaggio del secreto delle ghiandole parauretrali, con il rischio di provocare infezioni (uretriti) che possono eventualmente ascendere attraverso i dotti parauretrali, fino ad infiammare le ghiandole stesse. Viene inoltre limitato fortemente l'apporto del fattore antimicrobico dell'uretra maschile e delle sostanze protettive, con il rischio di lasciare l'epitelio uretrale scoperto verso fenomeni infettivi o infiammatori.

## Composizione del secreto

### Fattore antimicrobico vescicolare
Il fattore antimicrobico vescicolare fa parte delle secrezioni note come fattore antimicrobico dell'uretra maschile: si tratta di sostanze emesse da tutte le ghiandole uretrali e periuretrali, sia costantemente sia attraverso le secrezioni sessuali, volte a proteggere e sfiammare l'uretra maschile. Una particolarità del secreto vescicolare, insieme a quello prostatico e testicolare, è la presenza anche di sostanze antivirali.

#### Secrezione costante
Le analisi effettuate sulle secrezioni di natura non sessuale hanno mostrato la presenza di questi elementi:
- Zinco libero, presente in una quantità media di 720 microgrammi  / mL (330 - 1750 microgrammi / mL) nell'individuo sano; possiede notevoli proprietà antibatteriche e antimicotiche, nonché una discreta capacità antinfiammatoria.[87][114][115][88][14] Negli individui con infezione cronica a carico delle vescicole seminali o con notevole iperplasia (specie negli anziani), la quantità di zinco viene ridotta anche sotto i 100 microgrammi / mL, aumentando il rischio di infezioni urinarie.[116][117][12][111][88]
- Magnesio, presente in una quantità media di 440 microgrammi / mL (120 - 950 microgrammi / mL) nell'individuo sano; mostra cospicue abilità antibatteriche e, in minor parte, antimicotiche.[118][119][120]
- Potassio (presente in una quantità media di 4500 microgrammi / mL nell'individuo sano). Nonostante il volume molto considerevole, le sue proprietà antibatteriche, antimicotiche e antinfiammatorie sono fortemente inferiori a quelle di zinco e magnesio, pur svolgendo comunque un ruolo rilevante in questo campo.[121][122][123]
- Quantità meno rilevanti (sotto i 150 microgrammi / mL) di flavine, fosforo, acido sialico e acido ialuronico, con funzione antimicrobica e antinfiammatoria, sono presenti in questo fluido.[90][91][92][93][94] Le flavine e i flavonoidi si caratterizzano per le spiccate doti antiflogistiche, inoltre mostrano proprietà antivirali.[124][125][97][98]
- Sono rinvenibili anche tracce di rame puro che, nonostante il volume modesto (inferiore ai 50 microgrammi / mL), mostra proprietà antibatteriche molto notevoli; possiede anche proprietà antimicotiche e antinfiammatorie, ma di minore entità.[118][121][126][127]

#### Eiaculazione
La consistente porzione di eiaculato prodotta dalle vescicole seminali (mediamente 1,5 - 4 ml) mostra, in linea di massima, le stesse componenti della secrezione costante (riportate nel paragrafo precedente), con alcune notabili differenze in composizione e quantità:
- La quantità dello zinco libero è sensibilmente superiore, ammontando ad una media di 980 microgrammi  / mL (380 - 2300 microgrammi / mL) nell'individuo sano; lo stesso vale per il magnesio (510 microgrammi / mL), il potassio (5500 microgrammi / mL), il fosforo (380 microgrammi / mL), l'acido ialuronico (160 microgrammi / mL) e il rame puro (inferiore ai 75 microgrammi / mL).[131][132][133][91][134]
- Sono inoltre presenti notevoli volumi di citrato (presente in una quantità media di 5280 microgrammi / mL nell'individuo sano, e in piccola parte come acido citrico) e sodio (circa 3000 microgrammi / mL). Nonostante il volume molto considerevole, le loro proprietà antibatteriche, antimicotiche e antinfiammatorie sono fortemente inferiori a quelle di zinco e magnesio, pur svolgendo comunque un ruolo rilevante in questo campo.[121][122][123][135][136][137]
- Gli studi hanno rilevato anche microscopiche tracce d'argento puro (fortemente inferiori ai 10 microgrammi / mL), dotato di considerevoli proprietà antibatteriche.[138][139][121]

Il principale motivo di queste differenze va ricercato nel fatto che il rapporto comporta un elevato rischio di infezioni delle vie urinarie, a causa dei possibili traumi cui l'uretra è sottoposta e, soprattutto, del rischio di una trasmissione batterica: questo è molto evidente nel sesso femminile (la cui uretra non secerne alcun fattore antimicrobico), per cui l'infezione urinaria più comune è proprio la cistite postcoitale. Per contrastare il pericolo di infezioni, l'uretra maschile si avvale dunque del secreto emesso dalle ghiandole uretrali, le cui componenti aumentano in quantità e qualità nell'eiaculazione, proprio con lo scopo di contrastare un passaggio batterico e ridurre al minimo il rischio di infezioni durante e dopo il rapporto. Gli studi dimostrano che l'efficacia antimicrobica e antinfiammatoria di questo secreto perdura per diverse ore dopo la sua emissione (fino a 24 ore in casi particolari), con un picco di attività nei minuti successivi all'espulsione e un effetto apprezzabile della durata di 4 - 6 ore.

#### Attività antivirale
Una peculiarità del secreto vescicolare, prostatico e testicolare è la presenza di elementi dotati di azione antivirale, oltre al classico ruolo antibatterico e antimicotico. Questi elementi risultano molto più importanti, in termini di volume e funzionalità, nelle secrezioni sessuali (nello specifico il liquido seminale) che nelle secrezioni drenate costantemente dai condotti parauretrali. Gli studi finora effettuati hanno rinvenuto diverse sostanze alla base del fattore antivirale dell'uretra maschile:
- Flavine e flavonoidi
- Citochine
- Numerosi pepitidi con funzione antimicrobica
- Semenogeline, in particolare l'antigene vescicolare specifico (SMG1)
- Vescicole extracellulari (EVs)
- Esosomi, volti a ridurre o bloccare la moltiplicazione del virus

Le ricerche condotte hanno mostrato un'attività antivirale del secreto vescicolare nei confronti di numerosi virus, in particolare HPV, virus del Nilo occidentale, Dengue e Zika (la sua efficacia risulta molto rilevante per quest'ultimo caso). Inoltre, sono in corso studi per confermare la capacità di alcuni specifici esosomi di ridurre la replicazione dell'HIV o evitarne la propagazione a livello dell'apparato urogenitale, finora evidenziata da diversi studi.

#### Sintesi alternativa dello zinco dalle semenogeline
Alcuni studi hanno mostrato che lo zinco libero, la sostanza più rilevante nel fattore antimicrobico dell'uretra maschile, viene in parte prodotto anche dalla frammentazione delle semenogeline provocata dall'antigene prostatico specifico (PSA). Lo zinco infatti, oltre a possedere una potente funzione antimicrobica e a favorire la motilità del seme, è anche utilizzato come proteina legante (binding protein) per le capsule di semenogeline che avvolgono e proteggono gli spermatozoi, in particolare SMG1. Durante il transito dell'eiaculazione attraverso l'uretra, già sfiammata e predisposta al passaggio dal liquido preseminale, le capsule sono frammentate gradualmente dal PSA, provocando il rilascio di un'ulteriore quantità di zinco che procederà a debellare eventuali patogeni.

### Fattore riepitelizzante
Un'altra importante funzione svolta dalle ghiandole vescicolari nel loro complesso è l'emissione di un secreto riepitelizzante; ancora una volta, si tratta di una sostanza emessa da tutte le ghiandole uretrali e periuretrali, costantemente o con le secrezioni sessuali, volta a proteggere l'uretra maschile. Oltre a salvaguardare il delicato pavimento uretrale dall'acidità delle urine (sia depositando un velo protettivo, sia grazie al proprio pH basico) queste sostanze sfiammano l'uretra e accelerano o favoriscono i processi di guarigione e cicatrizzazione delle ferite alla mucosa.

#### Composizione
La composizione del fattore riepitelizzante non varia particolarmente dalle secrezioni costanti al liquido seminale; include questi elementi:
- Mucina e numerose altre mucoproteine, con funzione protettiva e lubrificante per il pavimento uretrale.[99][100][33]
- Squalene, un lubrificante naturale rintracciabile anche nelle secrezioni vaginali e nel fegato, presente in quantità marginali (sotto i 35 microgrammi / mL).[156][157][158]
- Bicarbonati, potassio e magnesio volti a rendere alcalina la secrezione, per proteggere il pavimento uretrale e favorire la sopravvivenza degli spermatozoi in uretra e soprattutto nell'ambiente acido della vagina. Il pH di questo fluido varia infatti da moderatamente basico (7,5) a molto basico (8,5), ed innalza sensibilmente il pH vaginale.[75][76][73][159]
- Acido sialico e ialuronico, presenti in quantità moderate (sotto i 150 microgrammi / mL per le secrezioni comuni, oppure 160 nell'eiaculazione). Si caratterizzano per le spiccate proprietà riepitelizzanti, e facilitano la guarigione delle mucose danneggiate e infiammate; in particolare, consistenti livelli di acido ialuronico sono rintracciabili nell'urotelio e in altri tessuti del tratto urinario.[90][91][92][93]
- Flavine e flavonoidi, presenti in quantità moderate (sotto i 150 microgrammi / mL), caratterizzati da proprietà antinfiammatorie molto notevoli.[124][125][160][161]

### Altri elementi
Nell'eiaculazione si possono rinvenire anche altri elementi, la cui funzione non può essere classificata secondo i precedenti criteri:
- Numerose glicoproteine, tra cui spiccano le semenogeline (in particolare l'antigene vescicolare specifico o SMG1) e l'antigene prostatico specifico (PSA). I due principali antigeni servono a potenziare la risposta immunitaria dell'uretra e dell'apparato urogenitale; inoltre, tutte le semenogeline costituiscono una capsula protettiva che avvolge gli spermatozoi, tutelandoli dall'ambiente esterno, e la cui frantumazione libera un potente antibatterico, lo zinco.[51][56][78][118][111] La quantità di antigene emessa attraverso l'eiaculazione è notevolmente superiore a quella delle secrezioni costanti. Inoltre, la funzione di queste ghiandole parauretrali è quasi esclusivamente endocrina, poiché solo una quantità minore di antigeni viene immessa nel circolo sanguigno.[19][20][21]
- Svariate proteine, tra cui spicca l'albumina, volte alla fluidificazione del seme sia in uretra sia nell'acido ambiente vaginale.[162][163][164]
- Diversi amminoacidi e zuccheri, tra cui spicca il fruttosio, volti al nutrimento e al sostentamento degli spermatozoi.[80][81][82][83]
- Prostaglandine, volte a ridurre o impedire la reazione immunitaria dell'apparato genitale femminile verso gli spermatozoi, consentendo la loro sopravvivenza nella vagina.[37][85][86]

## Patologia
Tutte le ghiandole vescicolari sono significative per diversi fenomeni patologici, che includono:
- Infiammazione e infezione (le forme più rappresentative sono uretriti, parauretriti, uretrovesiculiti)
- Iperplasia (molto più comune negli anziani, caratterizzata da un aumento eccessivo del numero e delle dimensioni delle ghiandole vescicolari)
- Cisti uretrale o parauretrale (sia nel corpo della ghiandola sia nel dotto parauretrale, con potenziale occlusione)
- Siringocele (abnorme dilatazione di natura cistica della ghiandola o del suo dotto)
- Diverticolo uretrale (spesso conseguenza di voluminose cisti degenerate)
- Formazione di valvole o stenosi uretrali e di calcoli uretrali, primari o secondari (soprattutto a livello degli orifizi uretrali di Morgagni; spesso derivano da lesioni iatrogene dell'uretra)
- Neoplasie, benigne o maligne (le forme primarie sono in genere rare, mentre è molto più comune un'infiltrazione di tumori prostatici o metastasi)

I sintomi di queste patologie sono spesso di natura irritativa (disuria, stranguria, uretrodinia, pollachiuria), collegati non di rado ad emissioni anomale (uretrorragia, uretrorrea, ematuria) e talora ritenzione urinaria acuta o cronica.